# Кхмер Румдо
Кхмер Румдо (кхмер. ខ្មែររំដោះ, Кхмеры-освободители) — повстанческая группировка, действовавшая  на территории Камбоджи в годы гражданской войны 1970—1975 гг. Входила в Национальный единый фронт Кампучии (НЕФК). Участвовала в вооружённой борьбе против проамериканского режима Лон Нола (Кхмерская Республика). Пользовалась поддержкой свергнутого в 1970 году принца Нородома Сианука и Красных кхмеров Пол Пота. После победы коммунистов в апреле 1975 года прекратила существование, а многие её члены подверглись репрессиям.

## История
18 марта 1970 года в Камбодже при поддержке ЦРУ произошёл государственный переворот, в результате которого принц Нородом Сианук был низложен. К власти в стране пришли правые силы во главе премьер-министром генералом Лон Нолом. Находясь в КНР, Нородом Сианук 23 марта сделал радиообращение, в котором призвал граждан Камбоджи начать восстание против нового режима.
Несмотря на то, что среди камбоджийских повстанцев сложно выделить отдельные фракции, Кхмер Румдо принято именовать левые силы, которые формально находились в подчинении Нородома Сианука и пользовались поддержкой СССР и Северного Вьетнама.
В начале конфликта Кхмер Румдо являлась крупнейшей повстанческой группировкой, противостоящей армии Лон Нола. В августе 1971 года тогдашний премьер-министр Камбоджи (Кхмерской республики) — Ин Там, — оценил численность невьетнамских повстанцев в 10 000 боевиков, из которых лишь 4 000 подчинялась Пол Поту. Остальные же, объединяли сторонников свергнутого Нородома Сианука и боролись «против американской оккупации».
В 1973 году принц Нородом Сианук посетил «освобождённые районы» Камбоджи, где был горячо встречен местным населением. После этого Центр стал постепенно устранять сторонников Сианука из органов самоуправления на контролируемых коммунистами территориях. Уже в 1974 году силы, лояльные Центру, стали именоваться как Кхмер Руж или Красные кхмеры, в противовес сторонникам Сианука из Кхмер Румдо.
Через некоторое время стали появляться сообщения о столкновениях партизан Кхмер Румдо с силами Красных кхмеров. К тому моменту Кхмер Румдо уже открыто выступала против жесткой линии компартии в «освобождённых районах» Камбоджи. Так, в конце 1973 года произошло по крайней мере три инцидента в Регионе 35 (провинция Кампот), когда Кхмер Румдо поддержали крестьян, протестовавших против проводимой коммунистами экспроприации риса. К началу 1974 года большая группировка сианукистов заполучила контроль над основными дорогами в провинции.
В марте 1974 года более 700 боевиков Кхмер Румдо сдались в плен лонноловской армии. Они утверждали, что как минимум 10 тысяч бойцов последуют за ними, если Лон Нол даст им амнистию. Сдавшиеся предложили правительству объединить усилия в борьбе против коммунистов.

### Деятельность в восточных районах (1970—1975)
Во годы гражданской войны силы Кхмер Румдо дислоцировались в восточных регионах Камбоджи. На территориях, подконтрольных сианукистам, действовала собственная администрация, не подчинявшаяся Пол Поту. По воспоминаниям беженцев, Кхмер Румдо проводили более умеренную политику. Так например пленных офицеров лонноловской армии отправляли на принудительные работы, а не казнили, как это делали коммунисты. Имелись и чисто внешние отличия: в отличие от полпотовцев (одетых в одинаковые чёрные робы), Кхмер Румдо носили зелёную военную форму.

## Репрессии
Те руководители Красных кхмеров, которые открыто сотрудничали с НЕФК (такие как Ху Ним и Ху Юн), после прихода к власти Пол Пота были убиты либо (как Кхиеу Сампхан) дистанцировались от Сианука после провозглашения режима Демократической Кампучии. Окончательно красные кхмеры взяли под контроль восточные и южные районы к 1977 году.
Ряд крупных деятелей восточной зоны, в том числе Хенг Самрин, позднее сформировали провьетнамское движение, пришедшее к власти в 1979 году.